# Bijeli sljez
Bijeli sljez (altea; lat. Althaea), biljni rod u porodici sljezovki kojemu pripada devet priznatih vrsta korisnih trajnica. U hrvatskom jeziku ovaj naziv označava i rod Alcea, koji se hrvatski naziva i alceja, a pripada istoj potporodici (Malvoideae) i tribusu (Malveae).
Dva predstavnika ovog roda rastu i po Hrvatskoj, to su konopljasti (A. cannabina) i Ljekoviti bijeli sljez (A. officinalis).
Rutavi bijeli sljez, Althaea hirsuta L. ponekad se  klasificiran ovome rodu, a po Kew-u pripada rodu sljez (Malva, M. hirsuta). Kew priznaje i vrstu  Althaea villosa Blatt.

## Vrste
1. Althaea armeniaca Ten.
2. Althaea australis W.R.Barker,
3. Althaea bertramii Post & Beauverd
4. Althaea cannabina L.
5. Althaea hiri Parsa
6. Althaea hirsuta L.
7. Althaea officinalis L.
8. Althaea oppenheimii Ulbr.
9. Althaea villosa Blatt.; možda sinonim za Althaea officinalis L.
10. Althaea vranjensis Diklic & V.Nikolić,